# Falscher Abgang
Falscher Abgang ist ein Begriff aus der Theatersprache: Ein Darsteller verlässt die Bühne oder tritt in den Hintergrund, um gleich darauf wieder zu erscheinen. Nach einem Theaterlexikon von 1839 kann ein falscher Abgang durch das Zurückrufen eines Darstellers durch das Publikum veranlasst sein oder als Absicht der Regie die Unentschlossenheit oder Nachdenklichkeit einer Figur ausdrücken.
Ein „falscher Abgang“ kann einen effektvollen Schlussstrich unter eine Pointe oder einen gelungenen Liedvortrag setzen und damit den Applaus des Publikums verstärken. Bis zum 19. Jahrhundert war der falsche Abgang generell ein beliebtes Stilmittel von Schauspielern und Sängern. 
Im Couplet macht der Schauspieler oft bei einer der letzten Strophen einen falschen Abgang, der scheinbar das Ende des Lieds anzeigt, um dann „vom Applaus des Publikums zurückgerufen“ mit einer neuen Strophe wieder zu erscheinen, die dann meist den Übergang zu den aktuellen Zusatzstrophen markiert.
Weil er ein Zeichen für die Eigenmächtigkeit des Darstellers ist, da er den von Autoren oder Regisseuren geplanten Ablauf der Theateraufführung unterbricht, ist der falsche Abgang im „ernsten“ Theater des 20. Jahrhunderts aus der Mode gekommen. In der Kleinkunst, bei Popkonzerten etc. ist er jedoch nach wie vor üblich.
Der Ausdruck „falscher Abgang“ wird oft im übertragenen Sinn für ein effektvolles Verschwinden gebraucht, das in der Absicht geschieht, nachher umso präsenter zu sein. Ein vorgetäuschter Tod ist in diesem Sinne ein falscher Abgang.